# Irène Pétry
Pour les articles homonymes, voir Pétry.
Irène Pétry, née à Waremme, en 29 juin 1922 et décédée le 17 avril 2007 à Uccle est une femme politique belge du Parti socialiste. Irène Pétry est la première présidente féminine de la Cour constitutionnelle (autrefois nommée Cour d'arbitrage).
Elle a notamment participé à l’inauguration d’un mouvement baptisé « Les femmes prévoyantes socialistes ». Elle fut une des premières femmes à accomplir une carrière politique qui la mena aux plus hauts niveaux. L'idée maîtresse pour laquelle elle lutta sa vie entière fut l'égalité et l'émancipation de l'homme et de la femme.
Elle meurt le 17 avril 2007 à Uccle.

## La jeunesse d’Irène Pétry
Irène Pétry grandit avec ses cinq frères au sein d’une famille ouvrière. Ses parents sont de fervents membres du Parti Ouvrier Belge (ancêtre du PS). Impliquée dans la politique dès son plus jeune âge, elle participe aux réunions locales de ce parti.
Étant bonne élève, Irène parvient à finir ses études secondaires en option économie à l’Athénée royal de Waremme en 1942.
Néanmoins, elle se voit contrainte d’interrompre ses études à cause de la Deuxième Guerre mondiale, ainsi qu’à cause du manque de moyens financiers.
Pour remplacer l’éducation universitaire, elle fréquente à la fois des cercles d’éducation populaire socialistes, elle continue à prendre des cours de langues et participe à des conférences,.

## La vie professionnelle d’Irène Pétry

### Ses débuts auxFPS
Irène Pétry commence comme employée privée au sein d’une entreprise localisée à Liège,.
Plus tard, après la guerre, elle intègre la Mutualité socialiste dans sa ville natale de Waremme où elle élabore une section baptisée les « Femmes prévoyantes socialistes ». Ce groupe est situé à la clinique Joseph Wauters, également à Waremme. Actuellement il s'agit d'un laboratoire d’analyses médicales.
Le mouvement des « Femmes Prévoyantes Socialistes » a fortement évolué depuis l’époque où Irène Pétry l’a inauguré.
Aujourd'hui, ce mouvement a pour priorité l’égalité des hommes et des femmes (luttant contre les inégalités salariales, la question du travail à temps partiel). De plus, le mouvement des FPS milite également pour les droits des citoyens (interruption volontaire de grossesse, lutte contre les précarités) tout en faisant des campagnes de prévention avec pour but de sensibiliser les citoyens sur la lutte contre la  violence conjugale, la prévention sur la boulimie et l’anorexie ou encore concernant les dépistages pour le cancer du sein.
De cette manière, ce mouvement lutte pour une société égalitaire avec des revendications politiques précises.
À la suite de la mise en place du mouvement des FPS, Irène Pétry en devient la secrétaire nationale d’expression française, et ce pendant presque 30 ans (de 1953 à 1982).
À la même période, elle exerce d’autres fonctions. Elle est rédactrice en chef d’une revue paraissant chaque mois nommée « La Femme Prévoyante » et elle reprend partiellement la présentation du programme télévisé « La pensée socialiste » à la RTB.
Du côté de l'engagement politique d'Irène Pétry, ce dernier ne s’arrête pas au mouvement des FPS. Irène Pètry milite également en faveur de l'affranchissement féminin.
Dès les années 1970, elle lutte pour l’égalité au niveau économique et juridique des sexes. Plus tard, dans les années 1960, elle fait valoir le développement et l’accroissement de plus en plus de centres de planning familiaux. Elle continue sur sa lancée et, dans les années 1970, elle milite pour que l’avortement sorte du champ pénal afin de le rendre légal. Par ailleurs, elle choisit de prendre du recul face aux groupements féministes qualifiés d’extrémistes émergeant dans les années 1970.

### Sa carrière politique
De 1959 à 1964, Irène Pétry est conseillère communale à Uccle.
En 1966, elle devient la vice-présidente, puis la présidente du Conseil international des Femmes de l’Internationale socialiste. Par la suite, elle est nommée vice-présidente de l’Internationale socialiste. L’Internationale socialiste des Femmes est l’organisation internationale des organisations de femmes des partis socialistes, sociale-démocrates et travaillistes affiliés à l’Internationale socialiste.
Parallèlement, à la fin des années 1960, Irène se retrouve au gouvernement, sans pour autant être parlementaire.
Dès le début des années 1970, elle intègre le bureau du Parti socialiste.
Au début de l’année 1973, elle devient secrétaire d’État à la Coopération en matière de développement. Elle exerce cette fonction dans le gouvernement Leburton-Tindemans-De Clercq pendant une période de 10 mois. Elle devient également adjointe au ministre des Affaires étrangères de l’époque, Renaat Van Elslande qui est un homme politique belge du parti social-chrétien flamand (CVP). Renaat Van Elslande exerce la fonction de ministre des affaires étrangères de 1973 à 1977.
Irène est ainsi, la première femme socialiste qui exerce une fonction ministérielle en Belgique.
Ensuite, Irène se présente à Liège (où elle réside à cette époque) lors du scrutin législatif de mars 1974, où elle est élue députée.
En octobre 1976, à la suite de la fusion des communes, elle devient conseillère communale à Sprimont, pour la durée de 7 ans (de 1977 à 1984).
Quelques mois plus tard, elle est élue au Sénat. Le président du Sénat est, entre 1973 et 1977, Pierre Harmel issu du PSC.
Irène Pétry tient dès lors une responsabilité dans l’évolution institutionnelle de l’État, étant donné qu’elle est une sénatrice directe. Elle se trouve être le rapporteur des travaux de la Commission du Sénat qui construit de nouvelles structures qui seront adoptées en définitive dans l’État belge.
En août 1976, elle amène sa voix à la majorité qui donne naissance, entre autres, aux organes politiques de la Région wallonne.
Dès le 15 octobre 1976, elle participe à la réunion qui inaugure le Conseil régional wallon. Parmi la centaine de membres se trouvant au sein de cette assemblée, elle y figure parmi les huit femmes parlementaires de Wallonie.
À la même période, en 1978, elle met la main à la pâte afin de créer un club de pensée politique dénommé « Tribunes socialistes », avec Ernest Glinne et Jacques Yerna. Ce club de pensée est un mouvement wallon d’orientation de gauche.
De plus, Irène Pétry est membre du Conseil de la Communauté française depuis 1974. Ainsi, elle devient la septième présidente du Conseil culturel de la Communauté française et est également la première femme ayant cette fonction, en 1980, lorsqu’elle succède à Léon Hurez. Elle y exerce cette activité jusqu’en octobre 1982,.
À la même période, elle est élue sénatrice à nouveau en 1981. Rôle qu’elle exécute encore jusqu’en septembre 1984, à Namur cette fois.
D’abord députée puis sénatrice, elle devient ensuite la présidente du Conseil de la communauté française de 1980 à 1982.
Pour finir, Irène Pétry devient juge à la Cour d'arbitrage dès les années 1980.
La Belgique, qui est à ce temps là unitaire, prend la voie fédérale dès 1970.
À la suite de la révision constitutionnelle de 1980, la Cour d’Arbitrage est créée (rebaptisée, à partir du 7 mai 2007, Cour Constitutionnelle). En septembre 1984, celle-ci voit le jour et Irène Pétry est désignée par le Parti socialiste afin de le représenter.
À la suite de cela, elle abandonne ses différents mandats politiques dont elle exerçait les fonctions jusqu’alors, pour se consacrer pleinement à sa nouvelle tâche.
Elle prend la suite de Jean Sarot à la présidence de la Cour d’Arbitrage en français à partir du 19 février 1991. De plus, elle en exerce la présidence générale jusqu’en 1992.
Enfin, Irène Pétry est nommée Ministre d’État dans le courant du mois de mai 1992.
Même si, être ministre d’état ne donne droit à aucun avantage particulier, c’est un titre qui souligne de grands services rendus au pays et, de cette manière, un accès au statut de « sage ». Au terme d’une carrière politique, plus qu’une récompense, c’est une consécration.
Cependant, le 20 juin 1992, elle choisit de mettre un terme à ses activités à la Cour d’Arbitrage. Elle est âgée alors de 70 ans.

#### Récapitulatif politique chronologique
- 1974 - 1977 : députée de l'arrondissement de Liège
- 1977 - 1984 : sénatrice de l'arrondissement de Liège
- 1973 : secrétaire d'État de la Coopération au Développement
- 1980 - 1982 : présidente du Conseil de la Communauté française de Belgique
- 1984 - 1991 : juge à la Cour d'Arbitrage
- 1991 - 1992 : présidente de la Cour d'Arbitrage (groupe francophone)

## Quelques traces écrites d'Irène Pétry
Irène Pétry a écrit deux articles pour le périodique féministe Les Cahiers du Grif. En effet en 1974, le périodique fait un numéro thématique "L'insécurité sociale des femmes" où elle écrit "L'inflation et l'impossibilité de prévoir" et "Le logement et l'impossibilité de s'installer".
Par ailleurs, on peut retrouver quelques citations d'Irène Pétry, en voici quelques-unes: 
« Trop souvent, c'est la nécessité qui pousse les femmes au travail et toutes restent nécessaires au foyer. »
— Irène Pétry
« 
Ce qui fait de notre mutualité féminine un mouvement féminin vivant, dynamique et florissant, c'est son action inlassable dans les domaines social, éducatif et revendicatif. »
— Irène Pétry
« On n'a jamais entendu affirmer que l'homme qui voulait se consacrer à son rôle de père ne doit pas en être empêché pour des raisons économiques. »
— Irène Pétry